# 碛西节度使
碛西节度使为中国唐玄宗开元年间设立的管辖碛西地区的最高长官，下辖安西、北庭两大都护府。
自开元元年（713年）至二十八年（740年），期间有所间隔，共有5位碛西节度使：
1. 阿史那献：开元元年至开元三年，713年—715年
2. 汤嘉惠：开元六年至开元七年，718—719)
3. 杜暹：开元十二年至十四年，724-726
4. 延王李玢：开元十五年至二十六年，727 - 738
5. 盖嘉运：开元二十七至二十八年，739—740